# Andrena milwaukeensis
Andrena milwaukeensis là một loài Hymenoptera trong họ Andrenidae. Loài này được Graenicher mô tả khoa học năm 1903.

## Hình ảnh

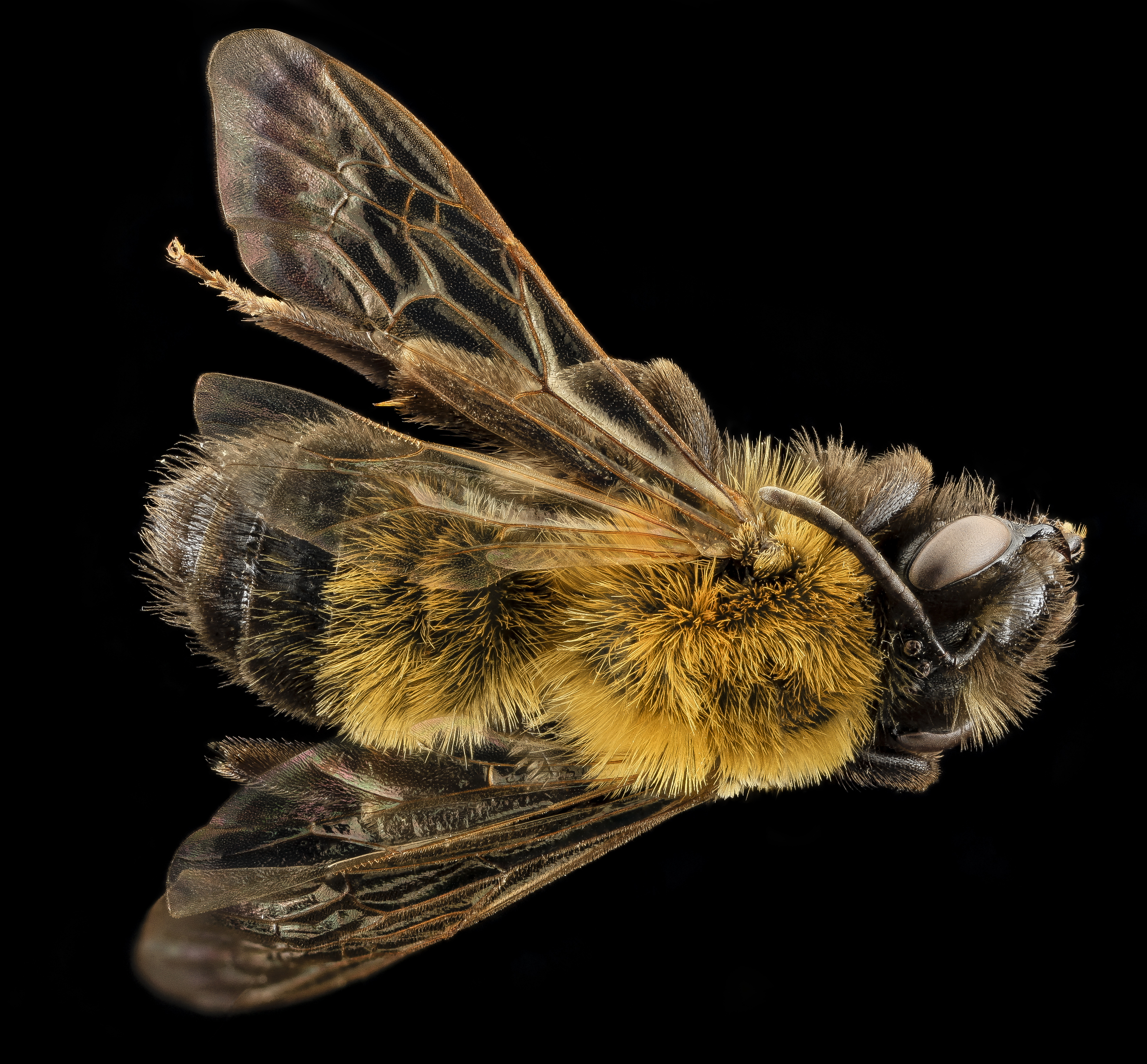
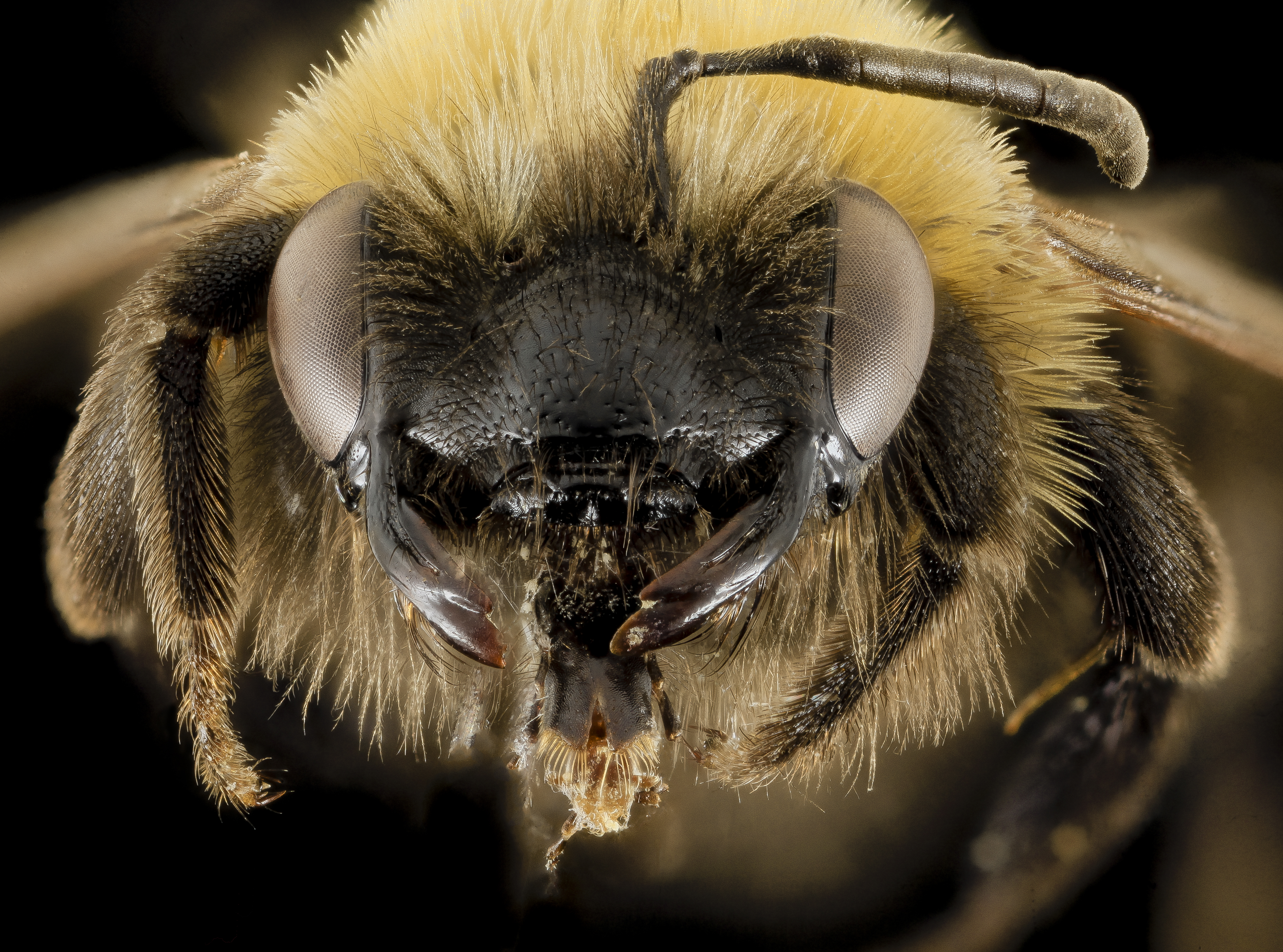